# Helen Zimmern
Helen Zimmern (25 de marzo de 1846 – 11 de enero de 1934) fue una escritora y traductora británica nacida en Alemania. Se dedicó a difundir la cultura europea y hacerla accesible en inglés.

## Biografía
Zimmern y sus padres emigraron en 1850 a Gran Bretaña, donde su padre ejerció en Nottingham como mercader de encajes. Fue una de las tres hijas del mercader Hermann Theodore Zimmern, y su mujer Antonia Marie Therese Regina Zimmern. Es hermana de la sufragista Alice Zimmern y prima del científico y político Alfred Eckhard Zimmern.
La familia se mudó a Londres en 1856. Su primera publicación impresa fue una historia para la revista Once a Week. Pronto empezó a escribir para el Argosy y otras revistas. Una colección de historias infantiles que se había publicado originalmente entre 1869 y 1871 en Good Words for the Young se recogió y publicó como Stories in Precious Stones (1873) a la que seguiría la colección: Told by the Waves. Una serie de cuentos de la Edda apareció en Old Merry's Monthly en 1872, antes de ser republicada. 
En 1873, Zimmern empezó escribir críticas, en concreto sobre literatura alemana, para Examiner. También escribió para Frazer's Magazine, Blackwood's Magazine, el Athenaeum, Spectator, St James's, Pall Mall Magazine, el The world of art, el italiano La Rassegna Settimanale y varios publicaciones alemanas. Sus traducciones hicieron la cultura europea –tanto de Alemania, o cada vez más de Italia– accesible al público inglés. Dio clases sobre arte italiano en Gran Bretaña y Alemania, y tradujo obras de teatro italiano, ficción e historia. Se codeó con Friedrich Nietzsche, de quien, más tarde, tradujo dos libros en Suiza, a mediados de 1880. También tradujo a Arthur Schopenhauer, cuya biografía publicaría en 1876. Fue esta una de las primeras biografías que publicaría sobre grandes autores europeos, a la que siguieron la biografía de Gotthold Ephraim Lessing (1878), Maria Edgeworth (1883) o Sir Lawrence Alma Tadema (1902), entre otras.
Al final de la de la década se mudó a Florencia, donde colaboró con el Corriere della Sera y también editó la Florence Gazette. 
En su senectud defendió los valores italianos contra lo que consideraba la amenaza del expansionismo alemán.

## Obras

### Libros
- Stories in Precious Stones, Henry S. King & Co, 1873
- Arthur Schopenhauer, his Life and his Philosophy, 1876
- Gotthold Ephraim Lessing, his Life and his Works, 1878
- Maria Edgeworth, Londres : W.H. Allen, 1883
- The Story of The Nations, The Hansa Towns, Londres, T. Fisher Unwin, 1889
- (ed.) The Discourses of Joshua Reynolds, 1887.
- Tales from the Edda
- Sir Lawrence Alma Tadema, Londres, George Bell & Sons, 1902
- The Italy of the Italians', 1906
- Trípoli y Young Italia, 1912 con Charles Lapworth (periodista)
- Italian Leaders of Today, Londres, Williams & Norgate, 1915
- The New Italy, 1918

### Traducciones
- Lessing, Gotthold Ephraim, Selected Prose Works of G.E. Lessing, Ed. Edward Bell, Trad. por Helen Zimmer & E.C. Beasley, Londres, George Bell & Sons, 1879
- Half-Hours with Foreign Novelists, 1880. (Secciones de varias novelas, con su hermana Alice Zimmern)
- Ferdowsi, Shahnameh (The Epic of Kings), 1883, Iran Chamber Society, MIT
- Carmen, Sylva, Pilgrim sorrow: a cycle of tales, Nueva York, Henry Holt & Co, 1884
- Goldoni, Carlo, The Comedies of Carlo Goldoni, editado con una introducción por Helen Zimmern, Londres, David Stott, 1892
- Lewes, Louis, The women of Shakespeare, Nueva York, Putnam  & Ldon, Hodder, 1895
- Nietzsche, Beyond Good and Evil, 1906
- Nietzsche, Human, All too Human, 1909
- Cesare, Raffaele de, The last days of Papal Rome, 1850–1870, Londres, Constable, 1909
- Lessing, Gotthold Ephraim, Laokoon, and How the ancients represented death, con Beasley, Edward Calvert, Londres, 1914